# جیمز الی واتسون
جیمز الی واتسون (به انگلیسی: James Eli Watson) سناتور سابق عضو حزب جمهوری‌خواه ایالات متحده آمریکا بود. وی در سال ۱۹۱۶ تا ۱۹۳۳ میلادی سناتور ایالت ایندیانا در سنای ایالات متحده آمریکا بود.